# Polnische Fußballnationalmannschaft der Frauen/Europameisterschaften
Die Geschichte der Polnischen Fußballnationalmannschaft der Frauen bei Europameisterschaften begann mit der Qualifikationsrunde zur vierten EM 1991, bei der sie allerdings erfolglos blieb. In der Folge nahm Polen immer wieder an der Qualifikation teil, spielte dabei aber zweimal in der B-Kategorie, wodurch sie schon von vornherein keine Chance hatten sich zu qualifizieren. Erst im Dezember 2024 konnten sich die Polinnen für die 2025 in der Schweiz stattfindende Endrunde qualifizieren.

## Übersicht
| Jahr | Gastgeberland     | Teilnahme bis...   | Gegner                          | Ergebnis | Trainer      | Bemerkungen und Besonderheiten |
| ---- | ----------------- | ------------------ | ------------------------------- | -------- | ------------ | --- |
| 1984 | keine Endrunde    | nicht teilgenommen |                                 |          |              | |
| 1987 | Norwegen          | nicht teilgenommen |                                 |          |              | |
| 1989 | Deutschland       | nicht teilgenommen |                                 |          |              | |
| 1991 | Dänemark          | nicht qualifiziert |                                 |          |              | Gruppenletzte in der Qualifikation hinter Schweden und Frankreich                                                                        |
| 1993 | Italien           | nicht qualifiziert |                                 |          |              | Gruppenletzte in der Qualifikation hinter Italien und der Tschechoslowakei                                                               |
| 1995 | keine Endrunde    | nicht qualifiziert |                                 |          |              | Gruppenletzte in der Qualifikation hinter Russland, Rumänien und der Ukraine                                                             |
| 1997 | Norwegen/Schweden | nicht qualifiziert |                                 |          |              | Polen hatte in der B-Kategorie keine Chance sich zu qualifizieren                                                                        |
| 2001 | Deutschland       | nicht qualifiziert |                                 |          |              | Polen hatte in der B-Kategorie keine Chance sich zu qualifizieren                                                                        |
| 2005 | England           | nicht qualifiziert |                                 |          |              | In der Qualifikation als Gruppenletzter, u. a. an Frankreich gescheitert.                                                                |
| 2009 | Finnland          | nicht qualifiziert |                                 |          |              | In der Qualifikation als Gruppenvierter an Norwegen, Russland und Österreich gescheitert, das sich aber auch nicht qualifizieren konnte. |
| 2013 | Schweden          | nicht qualifiziert |                                 |          |              | In der Qualifikation an Italien und Russland gescheitert.                                                                                |
| 2017 | Niederlande       | nicht qualifiziert |                                 |          |              | In der Qualifikation an Schweden und Dänemark gescheitert.                                                                               |
| 2022 | England           | nicht qualifiziert |                                 |          |              | In der Qualifikation an Spanien und Tschechien gescheitert, das sich aber auch nicht qualifizieren konnte.                               |
| 2025 | Schweiz           | Vorrunde           | Deutschland, Schweden, Dänemark |          | Nina Patalon | Im Play-off-Finale der Qualifikation gegen Österreich durchgesetzt.                                                                      |

## Die Turniere

### EM 1984 bis EM 1989
Polen nahm nicht an der Qualifikation teil.

### EM 1991
Erstmals nahmen die Polinnen an der Qualifikation teil und trafen auf Schweden sowie Frankreich und verloren alle Spiele.

### EM 1993
In der Qualifikationen trafen die Polinnen auf Italien sowie die Tschechoslowakei und verloren alle Spiele.

### EM 1995
Für die ohne Endrunde stattfindende EM 1995 wollte sich dann auch Polen wieder qualifizieren. Die Polinnen trafen auf Russland, Rumänien und die Ukraine. Mit einem torlosen Remis in Russland gelang ihnen der erste Punktgewinn, alle anderen Spiele wurden aber verloren, so dass am Ende nur der letzte Platz heraus kam.

### EM 1997 in Norwegen
Im Herbst 1995 begann die Qualifikation für die nächste EM-Endrunde für die nun schon 34 Mannschaften, darunter auch wieder Polen gemeldet hatten und die erstmals mit acht Mannschaften ausgetragen wurde. Auf Grund der unterschiedlichen Spielstärke der gemeldeten Mannschaften wurde die Qualifikation in zwei Kategorien eingeteilt. Die 16 stärksten Mannschaften, zu denen Polen nicht gehörte, spielten um die direkte Qualifikation, die 18 schwächeren Mannschaften um die Möglichkeit bei der nächsten Qualifikation in der höheren Kategorie zu spielen. Polen spielte gegen Tschechien, Belarus und Estland. Die Polinnen starteten mit drei Siegen, verloren dann aber die nächsten drei Spiele, so dass es nur zum zweiten Platz reichte, womit der Platz in der Relegation um den Aufstieg in die A-Kategorie verpasst wurde.

### EM 2001 in Deutschland
In der Qualifikation für die EM 2001 spielten die Polinnen in der Kategorie B. Gegner waren Belgien sowie Österreich und  Wales. Die Polinnen starteten mit Siegen gegen Österreich (4:1) und in Wales (4:0), kassierten dann in Belgien die einzige Niederlage (1:4) und gewannen dann auch in Österreich (3:2). Zwei Remis, jeweils 2:2 in den beiden letzten Spielen, brachten den zweiten Platz hinter Belgien.

### EM 2005 in England
Für die EM 2005 wurde der Gastgeber erstmals vorab festgelegt und England erhielt den Zuschlag für die Austragung. Letztmals fand die Qualifikation in zwei Kategorien statt. Polen spielte nun in der A-Kategorie, da sie in der Qualifikation für die WM 2003 in ihrer B-Kategorie-Gruppe den Gruppensieg geholt hatten, und traf auf Frankreich, Russland, Island und Ungarn. Dabei gelangen lediglich in Ungarn und daheim gegen Russland zwei Remis, alle anderen Spiele wurden verloren, so dass die Polinnen Gruppenletzte wurden.

### EM 2009 in Finnland
Die EM 2009 fand in Finnland statt. Erstmals nahmen zwölf Mannschaften am Turnier teil. Geändert wurde auch der Qualifikationsmodus. Die 1. Qualifikationsrunde bestritten nur die 20 schwächsten Nationalmannschaften. Polen musste erst in der zweiten Qualifikations-Runde eingreifen. Die Polinnen trafen auf Norwegen, Russland, Österreich und Israel. Die Polinnen konnten zwar das erste Spiel in Österreich mit 1:0 gewinnen, kamen dann aber in Israel nur zu einem 2:2. Nach einer Niederlage in Russland, gelang im Heimspiel gegen Israel ein 4:1-Sieg, danach wurden aber die restlichen Spiele verloren, so dass es nur zum vierten Platz reichte.

### EM 2013 in Schweden
Die EM 2013 fand zum zweiten Mal in Schweden statt. Wieder wurde die Qualifikation von den schwächeren Mannschaften begonnen, diesmal aber nur von den acht schwächsten Teams. Polen musste wieder erst in der zweiten Runde eingreifen und wurde der Gruppe mit Italien zugelost. Weitere Gegner waren Russland, Bosnien und Herzegowina und Griechenland und Mazedonien. Die Polinnen verloren das erste Spiel daheim gegen Russland mit 0:2, das die UEFA dann aber als 0:3 wertete. Nach Heimsiegen gegen Griechenland (2:0) und Bosnien und Herzegowina (4:0) wurde daheim mit 0:5 gegen Italien verloren. In den nächsten vier Spielen gab es drei Siege und ein Remis, im vorletzten Spiel wurde aber in Italien mit 0:1 verloren, so dass schon vor dem letzten Spiel in Russland, das 1:1 endete, keine Chance mehr auf die Qualifikation bestand.

### EM 2017 in den Niederlanden
Die EM 2017 fand in den Niederlanden und erstmals mit 16 Mannschaften statt. Polen wurde für die Qualifikation in die Gruppe mit Schweden gelost und traf zudem auf die Mannschaften von Dänemark, der Slowakei und  der Republik Moldau. Polen begann die Qualifikation mit einer 0:3-Niederlage in Schweden. Es folgten Siege gegen die Slowakei (2:0) und in Moldau (3:1) sowie ein torloses Remis gegen Dänemark, danach aber Niederlagen in der Slowakei, gegen Schweden und in Dänemark, so dass die Polinnen schon vor dem letzten Spiel keine Chance mehr auf die Qualifikation hatte. Das letzte Spiel wurde dann noch mit 4:0 gegen Moldau gewonnen, wodurch sie Gruppendritte wurden. 

### EM 2022 in den England
In der Qualifikation für die eigentlich für 2021 terminierte EM-Endrunde trafen die Polinnen auf Spanien, Tschechien, die Republik Moldau und Aserbaidschan. Sie starteten mit einem torlosen Remis daheim gegen Spanien und gewannen anschließend auch daheim mit 5:0 gegen Moldau und auswärts ebenfalls mit 5:0 in Aserbaidschan. Nach einem wieder torlosen Remis in Tschechien, verloren sie daheim mit 0:2 gegen die Tschechinnen. Nach zwei 3:0-Siegen gegen Moldau und Aserbaidschan, verloren sie das letzte Spiel in Spanien mit 0:3, womit sie nur Dritte wurden und damit die Play-offs verpassten.

### EM 2025 in der Schweiz
Die Qualifikation lief erstmals unter einem anderen Modus. Analog der UEFA Women’s Nations League wurde in drei Ligen gespielt, wobei sich nur die Gruppensieger und -zweiten der Liga A direkt für die Endrunde qualifizierten. Die Polinnen trafen in Liga A4 auf Deutschland, Island  und Österreich. Die Polinnen verloren alle sechs Spiele und wurden Gruppenletzte. Als diese trafen sie im Play-off-Halbfinale auf Rumänien und gewannen beiden Spiele (2:1 und 4:1). Im Play-off-Finale trafen sie erneut auf Österreich. Nach einem 1:0 im Heimspiel gewannen sie auch das Rückspiel in Österreich mit 1:0 und qualifizierten sich damit erstmals für die Endrunde. Bei der Auslosung am 16. Dezember 2024 wurden die Polinnen in die Gruppe mit Qualifikationsgegner Deutschland gelost, gegen den sie ihr erstes EM-Spiel bestritten und mit 0:2 verloren. Weitere Gegner sind Schweden, gegen das mit 0:3 verloren wurde, wonach die Polinnen keine Chance mehr hatten die K.-o.-Runde zu erreichen, und Dänemark, gegen das mit 3:2 im letzten Spiel der erste Sieg bei einer EM-Endrunde gelang.

## Spiele
| Nr. | Datum      | Ergebnis | Gegner      | Austragungsort   | Anlass   | Bemerkung |
| --- | ---------- | -------- | ----------- | ---------------- | -------- | --------- |
| 1   | 04.07.2025 | 0:2      | Deutschland | St. Gallen (CHE) | Vorrunde |           |
| 2   | 08.07.2025 | 0:3      | Schweden    | Luzern (CHE)     | Vorrunde |           |
| 3   | 12.07.2025 | 3:2      | Dänemark    | Luzern (CHE)     | Vorrunde |           |